# Shahla Sherkat
Shahla Sherkat (née en 1956 à Isfahan, Iran) est une auteure iranienne, journaliste et féministe musulmane, l'une des pionnières du mouvement de libération des femmes en Iran. Elle est la fondatrice et éditrice de la revue Zanan (en) (Femmes), qui a été l'un des porte-paroles les plus actifs du féminisme islamique, s'intéressant tout autant aux politiques réformistes en Iran qu'aux cas de violence domestique ou à la sexualité. Zanan est la plus importante revue féminine depuis la Révolution iranienne de 1979.
Shahla Sherkat a été condamnée en 2001 à quatre mois de prison pour avoir participé à une conférence à Berlin, intitulée l'Iran après les élections, dans laquelle on discutait de l'avenir de la politique iranienne suivant le succès du camp réformiste lors des élections législatives. Elle a aussi été plusieurs fois convoquée au tribunal pour des articles publiés dans Zanan.
Sherkat a fait des études de psychologie à l'Université de Téhéran et détient un certificat en journalisme de l'Institut Keyhan (Téhéran). Depuis 2002, elle étudie afin d'obtenir sa maîtrise en études féminines à l'université Allameh Tabatabai.

## Prix
- 2005 Louis Lyons Award, The Nieman Foundation for Journalism à l'université d'Harvard
- 2005 The Courage in Journalism Award, The International Women's Media Foundation